# Igor Konstantinovitj av Ryssland
Igor Konstantinovitj av Ryssland, född 1894, död 1918, var en rysk storfurste. Han var son till Konstantin Konstantinovitj, sonson till tsar Nikolaj I av Ryssland. Han arresterades under ryska revolutionen och avrättades i Alapajevsk.
Han räknas till martyrerna i Alapajevsk.